# Kunčina Ves
Kunčina Ves település Csehországban, a Blanskói járásban. Kunčina Ves Brťov-Jeneč, Dlouhá Lhota, Rašov, Žerůtky, Štěchov, Lhota u Lysic, Kozárov és Bedřichov településekkel határos. Lakosainak száma 63 fő (2024. január 1.).

## Népesség
A település lakosságának változását az alábbi diagram mutatja:
| Lakosok száma | 286  | 301  | 219  | 136  | 90   | 51   | 63   | 58   | 61   | 63   |
|               | 1869 | 1890 | 1921 | 1950 | 1980 | 2001 | 2017 | 2019 | 2022 | 2024 |